# Bernardina Cristina Sofía de Sajonia-Weimar-Eisenach
Bernardina Cristina Sofía de Sajonia-Weimar-Eisenach (en alemán, Bernhardine Christiane Sophie von Sachsen-Weimar-Eisenach; Weimar, 5 de mayo de 1724-Rudolstadt, 5 de junio de 1757) fue una princesa de Sajonia-Weimar-Eisenach por nacimiento y princesa de Schwarzburgo-Rudolstadt por matrimonio.

## Biografía
Era una hija del duque Ernesto Augusto I de Sajonia-Weimar-Eisenach (1688-1748) de su primer matrimonio con Leonor Guillermina (1696-1726), la hija del príncipe Emmanuel Lebrecht de Anhalt-Köthen. Contrajo matrimonio el 19 de noviembre de 1744 en Eisenach con el príncipe Juan Federico de Schwarzburgo-Rudolstadt (1721-1767).
La princesa, quien fue descrita como particularmente benevolente, adquirió el Handwerkerhof en Rudolstadt en 1756 y fundó la Abadía Bernardina para mujeres nobles en este edificio. Su escudo de armas en la entrada del edificio es un recuerdo de ella. El edificio fue ampliado para albergar a seis mujeres nobles. Con este fin, Bernardina adquirió un edificio contiguo y lo incorporó a la abadía. Ella personalmente escribió la constitución de la abadía.
No vivió para ver la inauguración de la abadía en 1757, porque murió a la edad de 33 años. Fue llorada profundamente por su marido, que nunca volvió a contraer matrimonio.
Pinturas de Bernardina y su marido por Johann Ernst Heinsius están en exposición en el salón verde del castillo de Heidecksburg.

## Descendencia
De su matrimonio, Bernardina Cristina tuvo los siguientes hijos:
- Federica (1745-1778); desposó en 1763 al príncipe Federico Carlos de Schwarzburgo-Rudolstadt (1736-1793).
- Niño de nombre desconocido (1746-1746).
- Niño de nombre desconocido (1747-1747).
- Sofía Ernestina (1749-1754).
- Guillermina (1751-1780); desposó en 1766 al príncipe Luis de Nassau-Saarbrücken (1745-1794).
- Enriqueta Carlota (1752-1756).